# Melville Vail
Melville Arthur „Sparky“ Vail (* 5. Juli 1906 in Meaford, Ontario; † 29. Januar 1983) war ein kanadischer Eishockeyspieler. Während seiner Karriere spielte er zwischen 1928 und 1930 für die New York Rangers in der National Hockey League.

## Karriere
Zur Saison 1928/29 holten die New York Rangers Sparky Vail von den Springfield Indians in die NHL. Dort wurde er sowohl als Verteidiger, als auch als Linksaußen eingesetzt. Als ihn die Rangers 1930 an die Providence Reds verkauften, beendete dies seine NHL-Karriere. Nach einigen Jahren in Providence spielte er noch für verschiedene Teams in der International Hockey League, bevor er seine aktive Karriere beendete. 